# Неменикуће
Неменикуће је насеље у Градској општини Сопот у Граду Београду. Према попису из 2022. било је 1833 становника.

## Историја
Неменикуће се налази јужно од Сопота. Неменикуће су старије насеље. У његовој близини има трагова који указују да је ту било насеља још у средњем веку. Али не можемо с поузданошћу утврдити када је ово насеље постало.
Прве податке о Неменикућама имамо из почетка 18.века. Знамо да је 1732.г. у Неменикућама било 18 кућа и да је село имало цркву „од растових дасака, покривену растовом шиндром, без свода и неосвећену.“ По подацима из литературе може се закључити да је ова црква подигнута око 1708.г. На карти из доба аустријске владавине (1718-1739.г.) забележено је насељено место Neminikutie, које је тада припадало грочанском дистрикту. Овде се налази црква Светих апостола Петра и Павла.
Пред крај 18.века, за време аустро-турских ратова, становништво је морало напустити село и крити се по збеговима, а месеца јула 1788.г. пребегло је „преко“ (Банат). Касније се највећи део становништва повратио, а долазили су и нови досељеници у све већем броју. Године 1818. Неменикуће су улазиле у састав Вићентијеве кнежине и тада је у селу било 57 кућа. Године 1822. село је имало 63, а 1846. 99 кућа. По Попису из 1921. године Неменикуће су имале 351 кућу са 1960 становника.
За најстарију породицу сматрају се Видаковићи, од којих данас нема потомака у Неменикућама. Од ових је познати писац Милован Видаковић, који се родио у Неменикућама 1780.г. Видаковићи су старином „од Дрине реке, из места Лознице“, одакле су побегли „због буна и немира“ У старе породице убрајају се и Ђорђевићи (Зећевићи). Остале су породице млађих досељеника. (подаци крајем 1921. године).

## Знаменитости
Позната је црква у Неменикућама посвећена светим апостолима Петру и Павлу у којој је Арсеније III Чарнојевић последњи пут причестио Србе пре преласка у Аустроугарску. Црква је екранизована у ТВ серији „Грех њене мајке“. Овој цркви су "од давнине" припадали и Сопот и Ропочево, до 1936. У овом селу је такође рођен српски књижевник Милован Видаковић, зачетник романа у модерној српској књижевности.
Атару села припада и Манастир Кастаљан, а од заштићених споменика културе ту се налази и Стара кућа породице Жујовић. Жујовићи су били позната породица током 19. и 20. века. Овде се налази Клеопатрина чесма.
Од 2010. године на Петровдан, 12. јула, током манифестације Дани Милована Видаковића, а у оквиру програма Петровдан у порти неменикућке цркве уручује се књижевна награда „Мома Димић”. Награду која носи име познатог српског књижевника и преводиоца Моме Димића (1944-2008), који је плодну каријеру започео пре више од пола века романом Живео живот Тола Манојловића, установљена је на предлог Библиотеке „Милован Видаковић" у Сопоту и Градске општине Сопот.

##### ПрограмПетровдан у порти неменикућке цркве
- Петровдан у порти неменикућке цркве
- Додела награде „Мома Димић” писцу Горану Гоцићу 2018. године
- Наступ Дивне Љубојевић и хора „Мелоди” 2018. године
- Изложба радова ликовне колоније „Тресије - Неменикуће” 2018. године

## Демографија
У насељу Неменикуће живи 1641 пунолетни становник, а просечна старост становништва износи 40,7 година (39,0 код мушкараца и 42,5 код жена). У насељу има 614 домаћинстава, а просечан број чланова по домаћинству је 3,35.
Ово насеље је у великим делом насељено Србима (према попису из 2002. године).
|  |

| Демографија | Демографија | Демографија |
| Година      | Становника  | Становника  |
| ----------- | ----------- | ----------- |
| 1948.       | 2.414       |             |
| 1953.       | 2.464       |             |
| 1961.       | 2.400       |             |
| 1971.       | 2.161       |             |
| 1981.       | 1.999       |             |
| 1991.       | 1.933       | 1.904       |
| 2002.       | 2.058       | 2.088       |

| Етнички састав према попису из 2002.‍ | Етнички састав према попису из 2002.‍ | Етнички састав према попису из 2002.‍ | Етнички састав према попису из 2002.‍ | Етнички састав према попису из 2002.‍ |
| ------------------------------------ | ------------------------------------ | ------------------------------------ | ------------------------------------ | ------------------------------------ |
|                                      |                                      |                                      |                                      |                                      |
| Срби                                 | Срби                                 |                                      | 2.025                                | 98,39%                               |
| Македонци                            | Македонци                            |                                      | 4                                    | 0,19%                                |
| Југословени                          | Југословени                          |                                      | 4                                    | 0,19%                                |
| Руси                                 | Руси                                 |                                      | 3                                    | 0,14%                                |
| Црногорци                            | Црногорци                            |                                      | 2                                    | 0,09%                                |
| Хрвати                               | Хрвати                               |                                      | 1                                    | 0,04%                                |
| Украјинци                            | Украјинци                            |                                      | 1                                    | 0,04%                                |
| Словенци                             | Словенци                             |                                      | 1                                    | 0,04%                                |
| Словаци                              | Словаци                              |                                      | 1                                    | 0,04%                                |
| непознато                            | непознато                            |                                      | 11                                   | 0,53%                                |

| Година пописа     | 1948. | 1953. | 1961. | 1971. | 1981. | 1991. | 2002. |
| ----------------- | ----- | ----- | ----- | ----- | ----- | ----- | ----- |
| Број домаћинстава | 513   | 523   | 574   | 579   | 564   | 542   | 614   |

| Број чланова      | 1   | 2   | 3  | 4   | 5  | 6  | 7  | 8 | 9 | 10 и више | Просек |
| ----------------- | --- | --- | -- | --- | -- | -- | -- | - | - | --------- | ------ |
| Број домаћинстава | 118 | 140 | 79 | 101 | 85 | 61 | 18 | 8 | 2 | 2         | 3,35   |

| Пол    | Укупно | Неожењен/Неудата | Ожењен/Удата | Удовац/Удовица | Разведен/Разведена | Непознато |
| ------ | ------ | ---------------- | ------------ | -------------- | ------------------ | --------- |
| Мушки  | 859    | 239              | 557          | 41             | 19                 | 3         |
| Женски | 858    | 115              | 551          | 165            | 23                 | 4         |
| УКУПНО | 1.717  | 354              | 1.108        | 206            | 42                 | 7         |

| Пол    | Укупно                    | Пољопривреда, лов и шумарство | Рибарство                            | Вађење руде и камена | Прерађивачка индустрија       |
| ------ | ------------------------- | ----------------------------- | ------------------------------------ | -------------------- | ----------------------------- |
| Мушки  | 443                       | 134                           | 0                                    | 1                    | 99                            |
| Женски | 263                       | 135                           | 0                                    | 1                    | 21                            |
| УКУПНО | 706                       | 269                           | 0                                    | 2                    | 120                           |
| Пол    | Производња и снабдевање   | Грађевинарство                | Трговина                             | Хотели и ресторани   | Саобраћај, складиштење и везе |
| Мушки  | 9                         | 10                            | 38                                   | 6                    | 69                            |
| Женски | 1                         | 2                             | 30                                   | 6                    | 2                             |
| УКУПНО | 10                        | 12                            | 68                                   | 12                   | 71                            |
| Пол    | Финансијско посредовање   | Некретнине                    | Државна управа и одбрана             | Образовање           | Здравствени и социјални рад   |
| Мушки  | 2                         | 10                            | 21                                   | 5                    | 8                             |
| Женски | 2                         | 7                             | 8                                    | 8                    | 27                            |
| УКУПНО | 4                         | 17                            | 29                                   | 13                   | 35                            |
| Пол    | Остале услужне активности | Приватна домаћинства          | Екстериторијалне организације и тела | Непознато            | Непознато                     |
| Мушки  | 9                         | 0                             | 0                                    | 22                   | 22                            |
| Женски | 4                         | 0                             | 0                                    | 9                    | 9                             |
| УКУПНО | 13                        | 0                             | 0                                    | 31                   | 31                            |